# Svartsjön (Älgarås socken, Västergötland, 652057-141583)
Svartsjön är en sjö i Töreboda kommun i Västergötland och ingår i Motala ströms huvudavrinningsområde.